# Vitis cinerea

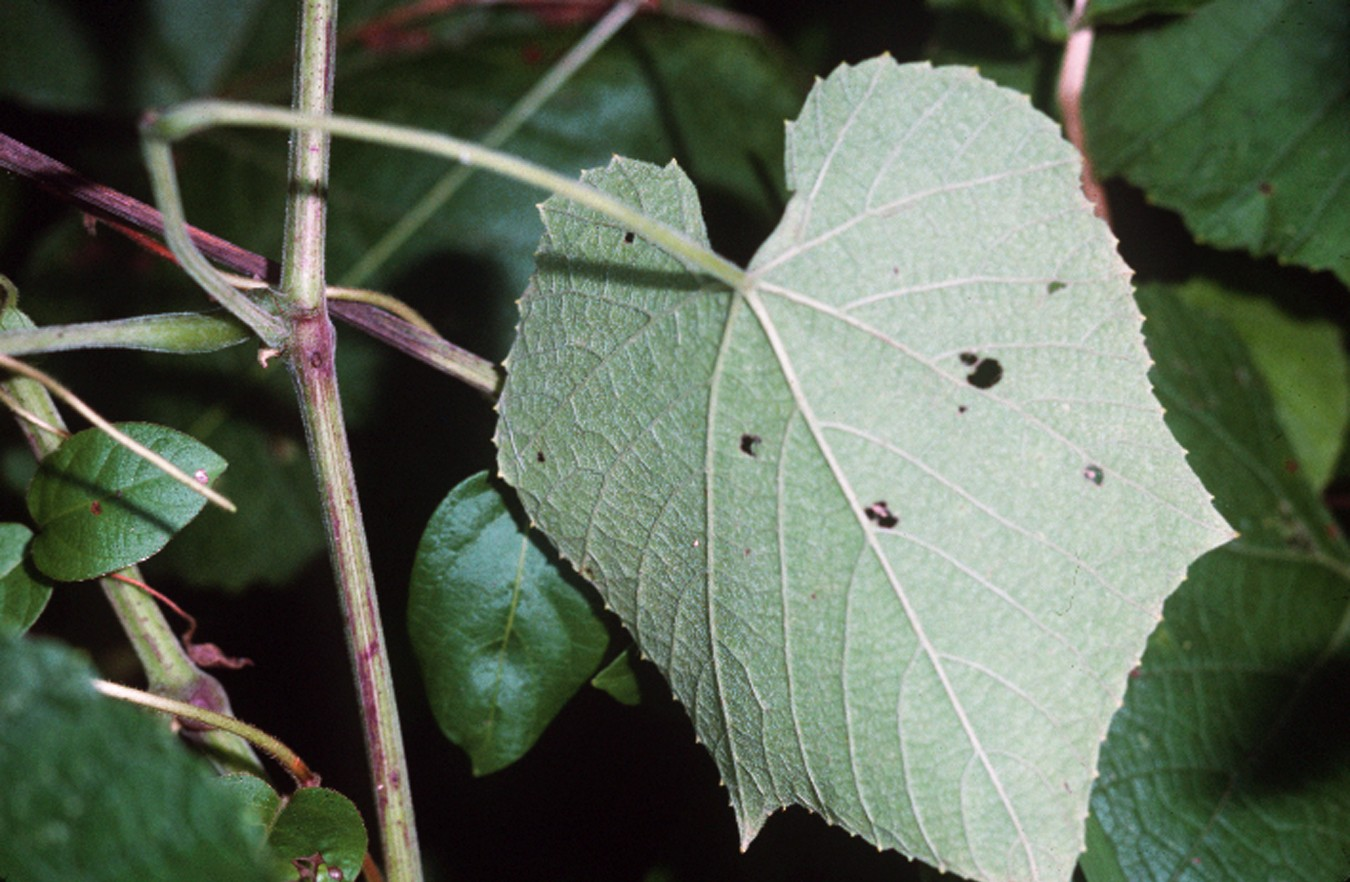
Blattunterseite

Die Pflanzenart Vitis cinerea, auch Graurinden-Rebe genannt, gehört zur Gattung Weinreben (Vitis). Sie ist im Südosten der USA beheimatet. Diese Wildrebe wurde zur Kreuzung von Hybridreben verwendet.
Trivialnamen in anderen Sprachen sind „Ashy grape“, „Ashy-leaved grape“, „Downy grape“, „Gray back grape“, „Sweet winter grape“, „Parra Silvestre“, „Vigne à feuille de clématite“, „Winter Grape“ und „Wichita“.

## Ampelographische Merkmale
- Die Triebspitze ist leicht wollig behaart, grünlich mit rotfarbenem Anflug. Die grauen Jungblätter sind leicht wollig behaart und bronzefarben gefleckt.
- Die großen bis sehr großen Laubblätter sind gestielt. Die Blattspreite ist meist ungelappt, selten fünflappig. Die Stielbucht ist V-förmig offen. Der Blattrand ist stumpf gezähnt. Die Blattoberfläche ist blasig derb.
- Der walzen- bis kegelförmige, traubige Fruchtstand ist meist geschultert, groß und lockerbeerig. Die länglichen Beeren sind sehr klein und von bläulich-schwarzer Farbe.

## Systematik
Vitis cinerea ähnelt der Art Vitis aestivalis und wurde im 19. Jahrhundert noch häufig gleichgesetzt oder als Varietät Vitis aestivalis var. cinerea Engelm. eingestuft. Erst Georg Engelmann stufte sie im Jahr 1880 als eigenständige Art ein in Pierre-Marie Alexis Millardet: Mémoires de la Société des Sciences Physiques et Naturelles de Bordeaux, 2, S. 319. Das Homonym Vitis cinerea Engelm. ist oft auch zitiert aber erst 1883 in The Bushberg Catalogue, 3, S. 17 erschienen.
Die Art Vitis cinerea gehört zur Gruppe Cinereae (Syn.: Gruppe Cinerascentes) in der Untergattung Vitis (Syn.: Euvitis) innerhalb der Gattung Vitis. 
Gelegentlich werden von Vitis cinerea folgende Varietäten unterschieden:
- Vitis cinerea var. baileyana (Munson) Comeaux
- Vitis cinerea var. canescens (Engelm.) L.H.Bailey
- Vitis cinerea Engelm. var. cinerea
- Vitis cinerea var. floridana Munson
- Vitis cinerea var. helleri (L.H.Bailey) M.O.Moore

## Chromosomenzahl
Die Chromosomenzahl beträgt 2n = 38.

## Weiterführende Literatur
- Pierre Galet: Cépages et vignobles de France, Tome 1 – les vignes américaines. 2. Auflage. 1988, ISBN 2-902771-03-7.
- Pierre Galet: Dictionnaire encyclopédique des cépages. 1. Auflage. Hachette Livre, 2000, ISBN 2-01-236331-8.